# Ander Okamika
Ander Okamika Bengoetxea, né le 2 avril 1993 à Lekeitio, est un coureur cycliste espagnol.

## Biographie
Ancien triathlète, Ander Okamika commence à se consacrer au cyclisme en 2020, en pleine pandémie de Covid-19,. Dès le mois d'aout, il se révèle en devenant champion d'Espagne du contre-la-montre chez les amateurs. Il se distingue ensuite dans les courses par étapes en terminant notamment cinquième du Tour d'Alicante, tout en ayant remporté la première étape. 
Ses bons résultats lui permettent de passer en 2021 au sein de l'équipe Burgos BH,.

## Palmarès

### En cyclisme

#### Par année
- 2020
  -  Champion d'Espagne du contre-la-montre amateurs
  - 1re étape du Tour d'Alicante
  - 2e du championnat d'Espagne sur route amateurs
- 2023
  - 1re étape (a) du Grand Prix Beiras et Serra da Estrela (contre-la-montre par équipes)

#### Résultats sur les grands tours

##### Tour d'Espagne
3 participations
- 2021 : 75e
- 2022 : 96e
- 2023 : 62e

### En triathlon
Le tableau présente les résultats les plus significatifs (podium) obtenus sur le circuit national et international de duathlon et de triathlon depuis 2018.
| Année | Compétition                                        | Pays    | Position           | Temps           |
| ----- | -------------------------------------------------- | ------- | ------------------ | --------------- |
| 2019  | Championnat d'Espagne moyenne distance             | Espagne | Médaille d'or      | 3 h 39 min 38 s |
| 2019  | Championnat d'Espagne longue distance              | Espagne | Médaille d'argent  | 6 h 8 min 40 s  |
| 2018  | Championnat d'Espagne longue distance              | Espagne | Médaille d'argent  | 5 h 50 min 46 s |
| 2018  | Championnat d'Espagne de duathlon moyenne distance | Espagne | Médaille de bronze | 3 h 1 min 49 s  |